# Selman Abraham Waksman
Selman Abraham Waksman (22. července 1888 Nova Pryluka, Rusko, nyní příslušné území náleží Ukrajině – 16. srpna 1973 Woods Hole, USA), byl americký biochemik a mikrobiolog a profesor na Rutgers University. Zkoumal převážně organismy žijící v půdě. Jeho výzkum vedl k objevu streptomycinu a dalších nejméně dvanácti antibiotik (např. neomycin, candidin a dalších) a založení vědeckého institutu Waksman Institute of Microbiology, který se nachází v kampusu Busch na Rutgers University ve městě Piscataway v New Jersey v USA.
V roce 1950 byl oceněn Leeuwenhoekovou medailí a od roku 1952 je držitelem Nobelovy ceny za fyziologii a medicínu za objev streptomycinu, prvního účinného antibiotika proti tuberkulóze. Přesto, že skutečným objevitelem byl Albert Schatz, Waksmanův doktorand, byla Nobelova cena udělena právě Waksmanovi. Následoval soudní proces, který trval až do 80. let. V něm bylo rozhodnuto, že skutečným objevitelem streptomycinu je právě Schatz.